# Джованні Коста (футболіст)
Джованні Коста (італ. Giovanni Costa, 1901, Ла-Спеція — 1968) — італійський футболіст, що грав на позиції воротаря, зокрема за «Спецію», а також національну збірну Італії.

## Клубна кар'єра
У дорослому футболі дебютував 1919 року виступами за «Спецію», в якій провів три сезони, взявши участь у 33 матчах чемпіонату.  Відзначався досить високою надійністю, пропускаючи в іграх чемпіонату в середньому менше одного гола за матч.
Згодом з 1922 по 1929 рік грав у складі «Ентелли», «Сестрезе», «Есперії», «Б'єллезе» і «Пістоєзе».
1929 року повернувся до «Спеції», в якій протягом двох сезонів був резервним голкіпером, після чого завершив ігрову кар'єру.

## Виступи за збірну
На початку 1924 року був викликани до лав національної збірної Італії. Взяв участь у товариській грі проти збірної збірної Австрії, в якій пропустив чотири голи. У подальшому за національну команду не грав.
Помер 1 січня 1968 року на 68-му році життя.
| Дата       | Місто | Господарі | Результат | Гості   | Турнір           | Голи | Примітки |
| ---------- | ----- | --------- | --------- | ------- | ---------------- | ---- | -------- |
| 20/01/1924 | Генуя | Італія    | 0 – 4     | Австрія | товариський матч | -4   |          |
| Усього     |       | Матчів    | 1         |         | Голів            | -4   |          |